# توموندي
توموندي هي إحدى مدن هايتي. يبلغ عدد سكانها 3,784 نسمة وذلك حسب إحصائيات سنة 2007.